# Kürbishütte

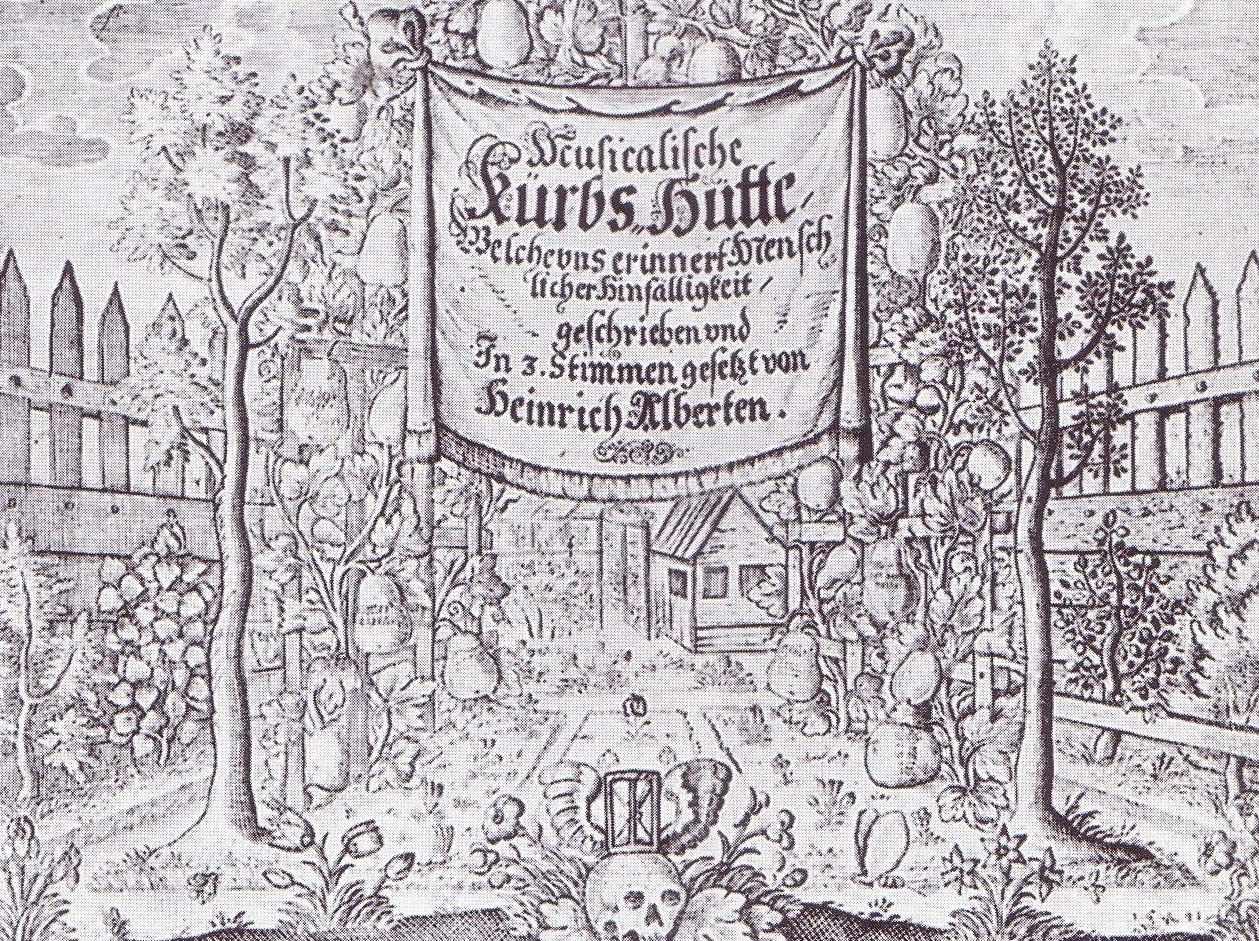
Illustratie uit de Musikalische Kürbs-Hütte van Heinrich Albert

De Kürbishütte of Kürbshütte was een gezelschap van dichters en musici in het 17e-eeuwse Koningsbergen. De belangrijkste dichter in het gezelschap was Simon Dach.

## Geschiedenis
De oprichter van het gezelschap, dat vergelijkbaar was met een literaire salon, was Robert Roberthin, griffier bij het gerechtshof in Koningsbergen en amateurdichter. In 1636 stichtte hij samen met een groep vrienden het Gesellschaft der Sterblichkeit Beflissener. De leden hielden zich bezig met het geestelijke lied, maar de dichters in het gezelschap schreven daarnaast allemaal gelegenheidspoëzie, zoals bruilofts- en begrafenisliederen.
De tien à twaalf leden kwamen bijeen in een tuin aan de oever van de Pregel. De tuin was van Heinrich Albert, de organist van de Dom. Albert kweekte pompoenen, vandaar dat de vriendenkring zich ook wel Kürbishütte (‘pompoenenprieel’) noemde. Latere letterkundigen noemden de groep vaak Königsberger Dichterkreis (Koningsberger dichterkring). De leden lazen in de tuin hun gedichten voor en musiceerden samen.
Albert had de tuin in 1630 cadeau gekregen van de gemeenteraad van Kneiphof, het stadsdeel waarin de Dom stond. In 1641 onteigende de gemeentelijke overheid Alberts tuin weer, omdat ze daar woningen wilde neerzetten. Op de plaats van de tuin lag later een straat met de naam Weidendamm.
Behalve Roberthin en Albert maakten van de Kürbishütte onder anderen ook Simon Dach, later hoogleraar in de dichtkunst aan de Albertina-universiteit, Johann Stobäus, kapelmeester in dienst van de keurvorst, Valentin Thilo de Jongere, hoogleraar in de retorica, Christoph Kaldenbach, later ook hoogleraar, en Johann Franck, jurist, deel uit.
Het grote voorbeeld voor de leden van de Kürbishütte was de Silezische dichter Martin Opitz. In juli 1638 was hij hun gast en liet hij zich uitgebreid fêteren en toezingen door de vriendenkring.
Na de onteigening van Alberts tuin hielden de leden nog wel contact, maar dat verliep na de dood van de gangmakers Roberthin in 1648, Albert in 1651 en Dach in 1659.
Heinrich Albert gaf in 1645 een liederencyclus Musikalische Kürbs-Hütte uit. De liederen zijn geschreven voor drie stemmen en basso continuo. Ze zijn vermoedelijk van de hand van drie dichters: Dach, Roberthin en Albert zelf.

## Simon Dach over de Kürbishütte
| Origineel | Nederlandse vertaling |
| --- | --- |
| (…) Hie ist des Pregels Gang, Auß dem die große Schaar der müden Rosse tranck. Hie ist ihr kühles Bad, hie sind so offt gelegen Die Reussen, so mit Korn unss zu versehen pflegen Und andern Wahren mehr, hie hat so manche Nacht Die Dudden und Schalmey uns auß dem Schlaff gebracht, Hie pflag die Stadt zu Land und Flut in großen Schaaren Nach Steinbeck, Selgenfeld und Neuendorff zu fahren Und nach Jerusalem, man sieht die Wiesen stehn, Wohin dass junge Volck nach Blumen pflag zu gehen. Wenn hörte man nicht hier die Bursch umb Abendzeiten Rings umb den Kneiphoff gehen und spielen auff den Seiten, Dass Stadt und Lufft erklang; die reiche Bürgerey Fuhr auff dem Pregel heim mit Lachen und Geschrey Theils von dem Lande, theils auss ihren schönen Gärten Und hatten, Bacchus, dich sampt Venus zu Gefährten Und grüssten unss dabey; dass war mit einem Wort Ein Wohnhauss gutter Ruh, ein rechtes Freuden Ort. Ach aber kurtze Zeit! Wie schön es vor gestanden So gar ist nichts davon, alss Einsamkeit vorhanden, Als Grauen, Furcht und Reu, es kränckt mich hie zu stehn, Für Unmuth kann ich auch schier nicht vorüber gehn. | (...) Hier is de bedding van de Pregel, Waaruit de grote schaar vermoeide rossen dronk. Hier is hun koele bad, hier liggen zo vaak De Russen, die ons van graan plegen te voorzien En ook andere waren, hier hebben zo menige nacht De doedelzak en schalmei ons uit de slaap gehouden. Hier placht de stad over land en rivier in grote scharen Naar Steinbeck, Selgenfeld en Neuendorff te reizen En naar Jerusalem, men ziet de weiden liggen, Waarheen het jonge volk placht te gaan om bloemen te plukken. Wanneer hoorde men hier niet de studenten in het avondlijk uur Rond de Kneiphof lopen en spelen op de snaren Dat stad en lucht van klanken waren vervuld; de rijke burgerij Voer op de Pregel naar huis met lachen en geroep Deels vanaf het land, deels vanuit hun mooie tuinen En hadden jou, Bacchus, en Venus als gezelschap En groetten ons in het voorbijgaan; dat was met één woord Een woonhuis van goede rust, een waar oord van vreugde. Ach, zo kort geleden maar. Zo mooi als het er vroeger bij stond, Zo is daarvan niets over, behalve eenzaamheid, Huivering, angst en rouw, ik voel mij gekwetst als ik hier sta, Door misnoegen kan ik hier ook nauwelijks voorbijgaan. |